# ダウリー・デル

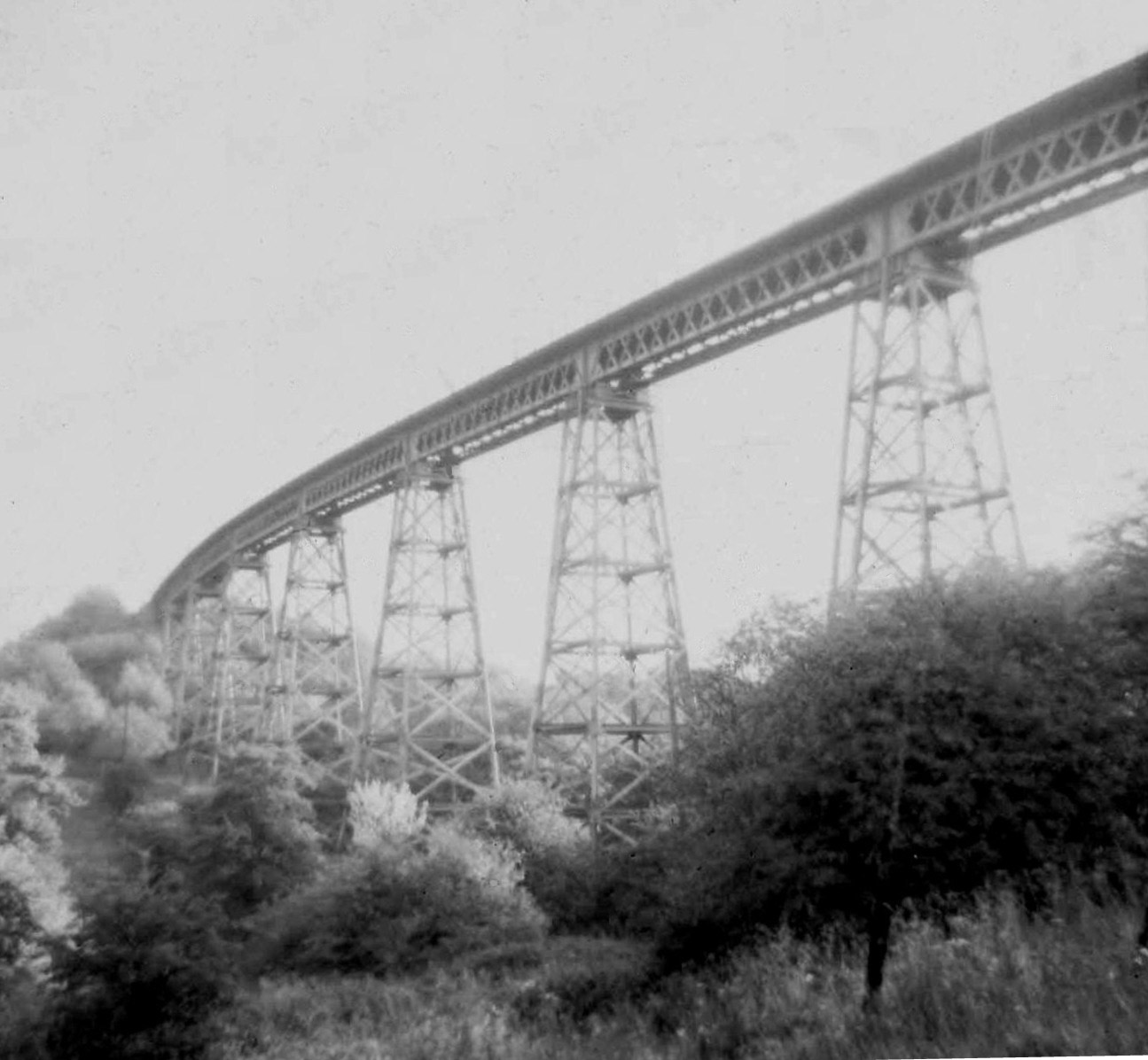
ダウリー・デル高架橋

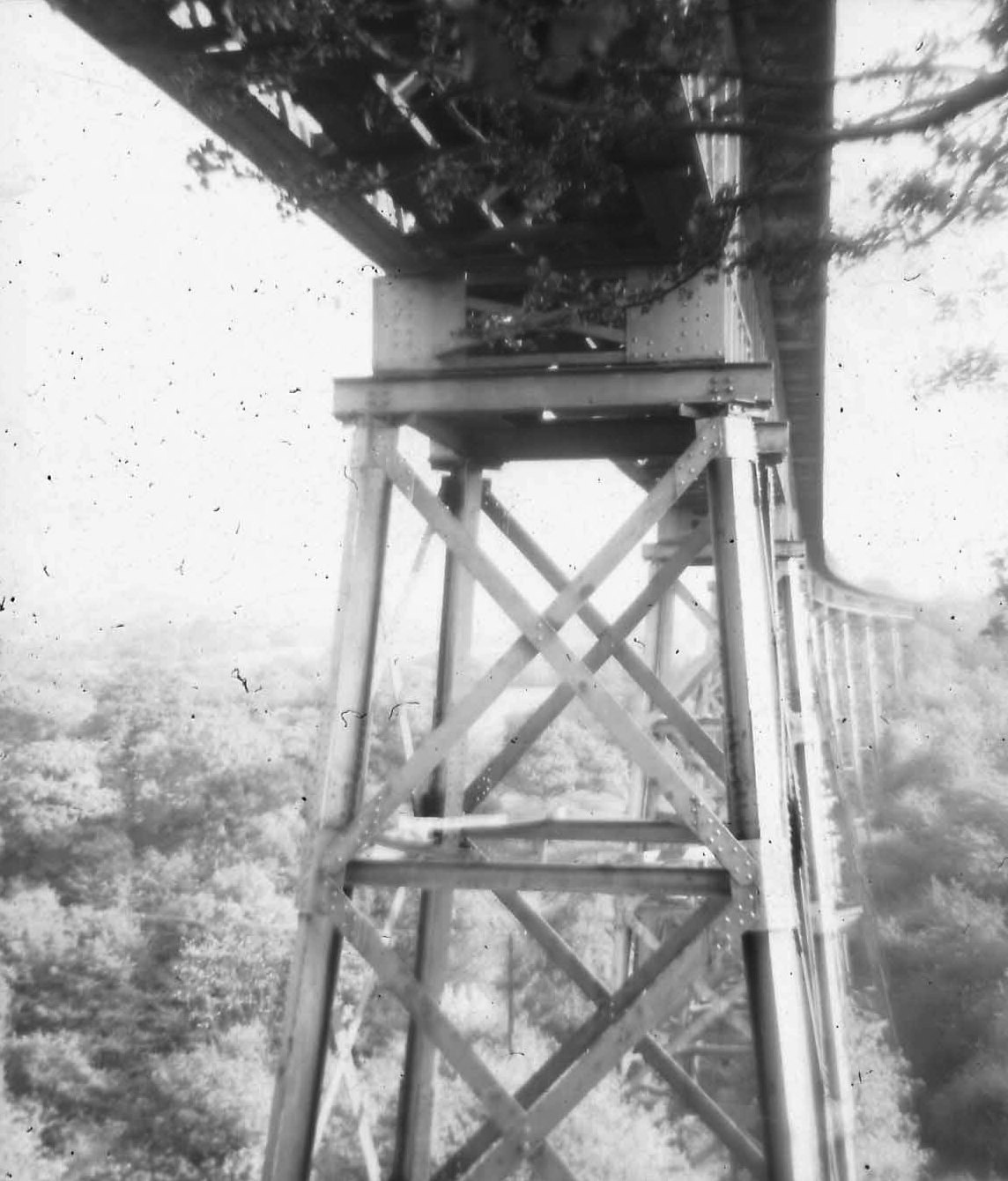
ダウリー・デル高架橋の支柱のひとつ

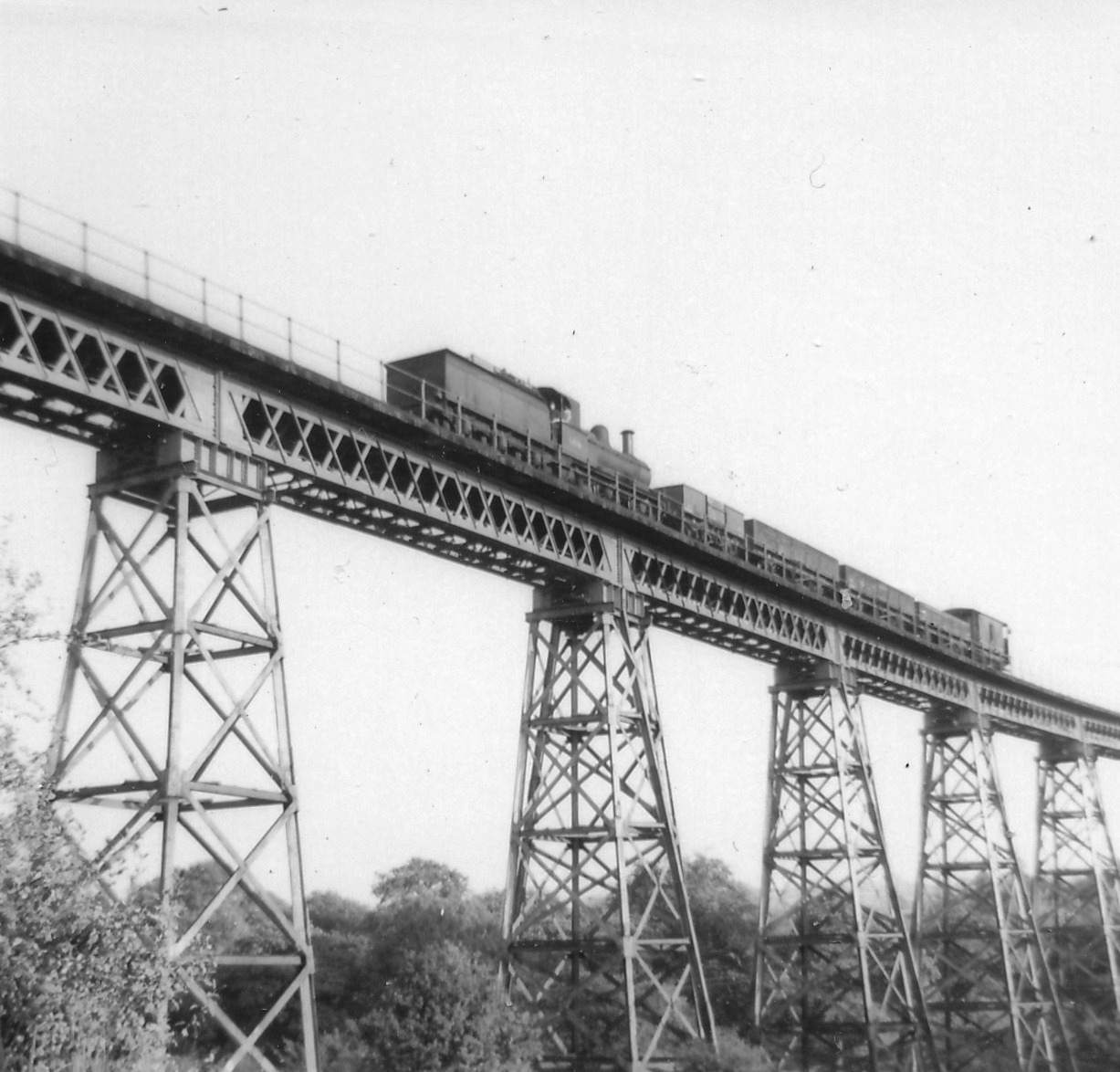
ダウリー・デル高架橋の上を、ロングブリッジ方面へ進む蒸気機関車。

ダウリー・デル（Dowery Dell）は、イングランド中部ウスターシャー州の集落ハニントン(Hunnington)に近い谷。デル(英語: dell)とは、木の茂った小さな谷のことである。かつてここには鋳鉄製の鉄道高架橋があり、1964年に廃止されるまでヘイルズオーエン鉄道が通っていた。高架橋は、鉄道廃止の翌年、1965年4月に解体された。
ここにあった高架橋は、トレッスル（架台）の上に、格子状に組まれた（ラティス構造の）鉄材でできた橋桁が置かれるという珍しい構造で、このような構造は、イギリスではもう1例、ベナリー高架橋(Bennerley Viaduct)だけが知られている。ベナリー高架橋は幸い現存しているが、トレッスルの高さはダウリー・デルの方が高かった。デヴォン州メルドン、カンブリア州ベラー、ウェールズケアフィリ州クラムリンなど、他の良く知られたイギリスの高架橋は、橋桁は格子状（ラティス構造）ではなく、典型的にはトラス構造で組まれている。また、格子状の鉄材で組まれた橋桁は、さほど高さのない構造に用いられ、キュー鉄道橋(Kew Railway Bridge)などに典型的なように、鉄製のケーソンによって支えられている。
かつての鉄道線路の跡をたどる歩道に沿って歩くと、デル（谷）の中に残された煉瓦積みのトレッスルの土台を見つけることができるほか、枕木や鉄柵などの遺物が見られる。